# 3843 OISCA
3843 OISCA este un asteroid din centura principală, descoperit pe 28 februarie 1987 de Yoshiaki Oshima.